# José María Jansà Guardiola
Josep María Jansà Guardiola (Reus, 18 de julio de 1901-Mahón, 2 de agosto de 1994) fue un físico y meteorólogo español, nombrado jefe de la Oficina Central del Servicio Meteorológico de España, actual AEMET, en 1970.

## Biografía
Josep María nació en Reus, donde vivió sus primeros años hasta 1915, año en que su padre obtuvo la cátedra de Matemáticas del Instituto General y Técnico de Mahón, trasladándose la familia a Menorca. En 1921 inició los estudios de Física en la Facultad de Ciencias de la Universidad de Barcelona en la modalidad de enseñanza no presencial. Tras una enfermedad y la realización del servicio militar, se licenció en 1926, habiendo conseguido previamente el Premio de la Fundación Pelfort, otorgado por la Sociedad Barcelonesa de Amigos del País (1923), y un premio concedido por la Sociedad Astronómica de España y América de Barcelona (1924), por sendos trabajos en el ámbito de las ciencias físicas.
Obtenida su licenciatura, ingresó como observador de meteorología en el Observatorio Meteorológico de Mahón y consiguió el número uno en las oposiciones para auxiliar de meteorología convocadas por el Servicio Meteorológico Español en 1929. Ese mismo año, Jansà inició la publicación en la Revista de Menorca de una serie de artículos titulados “Contribución al estudio de la Tramontana en Menorca”, que se consideran una de las primeras contribuciones científicas al estudio de la tramontana, un fenómeno meteorológico de vital importancia tanto para Menorca como para la cuenca occidental del Mediterráneo en general.
En 1933, obtuvo la plaza de meteorólogo facultativo, siendo el único en Baleares que poseía este título y, al ser la estación de Mahón la única perteneciente al Servicio Meteorológico Español, se decidió que el Centro Meteorológico de Baleares se estableciera en la ciudad menorquina y se nombrara a Jansà como director.
Durante la guerra civil española, fue requerido para organizar una oficina meteorológica que diera soporte a los hidroaviones comerciales franceses que hacían la ruta Marsella-Argel, con escala en el puerto de Fornells, de los que dependía el suministro de productos de primera necesidad a la isla. Jansà abrió una nueva estación meteorológica dedicada a este cometido en el casco urbano de Mahón, instalación que permaneció en funcionamiento hasta finales de la década de 1960.
En 1940, se creó el Servicio Meteorológico Nacional adscrito al Ministerio del Aire y Jansà fue nombrado responsable de meteorología de la zona aérea de Baleares, debiendo trasladar su residencia a Palma de Mallorca, nueva ubicación del Centro Meteorológico de Baleares.
En Mallorca, organizó un sistema de estaciones pluviométricas, absorbiendo una red preexistente de la Diputación, y creó el “Boletín Mensual del Centro Meteorológico” en el que se publicaban los datos de los observatorios oficiales.
En 1944, publicó el “Manual del Informador de Meteorología”, que fue usado durante años como libro de texto para la formación de nuevos observadores. En 1947 obtuvo el grado de doctor en Ciencias Físicas por la Universidad Complutense de Madrid, con un trabajo en el que aplicaba a la predicción del tiempo el método matemático de la amortiguación. También en esta época produjo su obra más significativa, una publicación en cuatro tomos titulada “Tratado de Meteorología Teórica”.
En 1965, Jansà fue ascendido a inspector del Servicio Meteorológico Nacional, siendo nombrado subjefe de la Oficina Central y responsable de la sección de Climatología, por lo que debió desplazar su residencia a Madrid. En la capital alternó su trabajo como meteorólogo con la docencia, encargándose de la cátedra de Climatología de la Universidad Complutense y publicó el manual de su propia asignatura titulado “Curso de Climatología”.
En 1970, alcanzó la cumbre en su carrera con el nombramiento como jefe de la Oficina Central del Servicio Meteorológico, el cargo más alto al que podía optar un meteorólogo en el Estado español. Un año más tarde alcanzó la edad de la jubilación y se retiró a Mahón, donde residió hasta su fallecimiento.

## Obras y publicaciones
- Contribución al estudio de la tramontana en Menorca. Associació Catalana de Meteorologia, 2001.[1]
- Manual del Informador de Meteorología. 1944.[2]
- El problema de la visibilidad. 1946.[6]
- La dinámica aparente de la meteorología sinóptica. Sección de Predicción, 1948.[7]
- El método de amortiguación aplicado a la meteorología. 1950.[3]
- Tratado de Meteorología Teórica. 1960.[4]
- Nociones de climatología general y de Menorca. 1961.[8]
- La dinámica aparente de la Meteorología sinóptica. Instituto Nacional de Meteorología, 1966.[9]
- Curso de climatología. Instituto Nacional de Meteorología, 1969.[5]
- La meteorología como ciencia, como arte y como técnica. Instituto Nacional de Meteorología, 1976.[10]

## Reconocimiento y homenajes
Con motivo de la conmemoración del centenario del nacimiento de Josep Maria Jansà Guardiola, el Institut Menorquí d'Estudis (IME), en colaboración con la AEMET, publicó en 2001 una recopilación de 16 de sus trabajos titulada "Meteorología de Menorca, Balears i la Mediterrània".